# シャルマン・ジョーシー
シャルマン・ジョーシー（Sharman Joshi、1979年4月28日 - ）は、インドの俳優。舞台演劇を中心に活動しており、映画俳優としてはボリウッドで活動している。

## キャリア
シャルマンは舞台演劇で監督や俳優としてキャリアを積んだ。彼は人気の大衆演劇『All the Best』のグジャラート語版で聴覚障害者のキャラクターを演じ、3年間で550回以上公演する代表作となった。もう一つの代表作には喜劇『Ame Layi Gaya, Tame Rahi Gaya』があり、同作では4役を演じている。2016年にヒンディー語ロマンティック・コメディ『Main Aur Tum』で舞台監督デビューし、テージャシュリー・プラダーンと共に主演を務めた。
1999年に芸術映画『Godmother』で映画デビューした。その後は『Style』『Xcuse Me』『Shaadi No. 1』『Rang De Basanti』に出演した。2007年に『Life in a... Metro』『Raqeeb』『Dhol』に出演し、2008年にはチェタン・バーガットの小説『One Night @ the Call Center』を原作とした『Hello』で主演を演じた。2009年に同じくチェタン・バーガット原作の『Five Point Someone』を映画化した『きっと、うまくいく』に主要キャストとして出演している。同年にはリアルTVのゲーム番組『PokerFace: Dil Sachcha Chehra Jhootha』で司会を務めた。

## 家族
シャルマンはグジャラート人俳優・舞台芸術一家に生まれた。父アルヴィンド・ジョーシーはグジャラート演劇の重鎮であり、叔母サリタ・ジョーシーと従姉妹のプルビ・ジョーシー、ケートキー・ダーヴェーは女優としてグジャラート演劇・マラーティー演劇で活動した。マナシ・ジョーシー・ロイは姉妹で、ローヒト・ロイと結婚している。
2000年6月15日にプレーム・チョープラーの娘プレラナ・チョープラーと結婚し、2005年に娘、2009年に双子の息子をもうけている。

## フィルモグラフィー
- Godmother（1999年）
- Lajja（2001年）
- Style（2001年）
- Urf Professor（2001年）
- Kahan Ho Tum（2003年）
- Xcuse Me（2003年）
- Shaadi No. 1（2005年）
- Rang De Basanti（2006年）
- Golmaal: Fun Unlimited（2006年）
- Life in a... Metro（2007年）
- Raqeeb（2007年）
- Dhol（2007年）
- Hello（2008年）
- Sorry Bhai!（2008年）
- きっと、うまくいく（2009年）
- Toh Baat Pakki!（2010年）
- Allah Ke Banday（2010年）
- フェラーリの運ぶ夢（英語版）（2012年）
- 3 Bachelors（2012年）
- War Chhod Na Yaar（2013年）
- Gang of Ghosts（2014年）
- Super Nani（2014年）
- Hate Story 3（2015年）
- 1920: London（2016年）
- Wajah Tum Ho（2016年）
- 3 Storeys（2018年）[11]
- Kaashi in Search of Ganga（2018年）[12][13]
- The Least of These: The Graham Staines Story（2019年）
- ミッション・マンガル 崖っぷちチームの火星打上げ計画（2019年）